# Arrest Aflatoxine in pinda's
Aflatoxine in pinda's of Aflatoxinepinda's (HR 2 februari 1993,  ECLI:NL:HR:1993:AB7899) is de roepnaam van een op 2 februari 1993 door de Hoge Raad der Nederlanden gewezen arrest, dat betrekking heeft op afwezigheid van alle schuld bestaande in het betrachten van de maximaal te vergen zorg.

## Feiten en procesverloop
De feiten die aanleiding gaven tot het arrest waren als volgt. Ten aanzien van de verdachte vennootschap M.-producten R. BV wordt, nadat bij haar door de Keuringsdienst van Waren monsters zijn genomen van door haar verhandelde pinda's, door de economische politierechter bewezenverklaard:
dat zij in de gemeente Rotterdam omstreeks 9 mei 1989 heeft verkocht aan Pijlstra BV een partij — voor de handel en de menselijke consumptie bestemde ongebrande gevliesde pinda's, maat 70–80 (type Redskin), welke pinda's waren verpakt in jute zakken welke waren voorzien van (onder meer) de aanduidingen 'Bergergo-Cordoba mani confeteria -cosecha 1900 - 70 - 80', zijnde deze pinda's een waar als bedoeld in art. 1 Warenwet, zulks terwijl het gehalte aan aflatoxine B1 in die pinda's, in ieder geval meer dan 5 microgram per kg bedroeg.
De vennootschap verweert zich met de stelling dat zij alle mogelijke voorzorgsmaatregelen heeft genomen om overtreding te voorkomen en aldus geen enkel verwijt kan worden gemaakt ten aanzien van het hoge aflatoxinegehalte in de pinda's. De raadsman voert hieromtrent aan dat de vennootschap:
- bij de inkoop van grondnoten selecteert naar het land van oorsprong;
- zich ervan vergewist dat in het land van oorsprong gecontroleerd wordt op de aanwezigheid van aflatoxine;
- zorg draagt dat de verscheping van grondnoten naar Rotterdam slechts plaatsvindt in schone en droge containers;
- na aankomst van de grondnoten in Rotterdam deze doet controleren door het Instituut van dr. Verweij volgens een keuringssysteem gelijkwaardig aan de in de stukken genoemde Code of Practice (gehanteerd door de Keuringsdienst van Waren, red.);
- zorg draagt voor de opslag in Nederland van de grondnoten in daarvoor geschikte panden;
- ervoor zorg heeft gedragen, dat de door haar aan haar afnemer (Pijlstra BV) geleverde grondnoten van vreemde bestanddelen werden geschoond.

De politierechter is echter van oordeel dat de vennootschap zich als handelaar in de positie bevindt dat zij grondnoten onder het bereik van consumenten helpt brengen in de volle wetenschap dat zij, ongeacht de zorgvuldigheid die zij betracht, nooit de waterdichte garantie kan bieden voor een zuiver product en dat, wie zich in zo'n positie bevindt, nooit een beroep kan doen op afwezigheid van alle schuld, tenzij hem om beleidsredenen die mogelijkheid uitdrukkelijk gegeven wordt. Omdat hij wel van oordeel is dat de verdachte vennootschap een maximale zorgvuldigheid heeft betracht legt hij haar, met toepassing van het rechterlijk pardon als bedoeld in artikel 9a van het Wetboek van Strafrecht, geen straf of maatregel op.
De vennootschap stelt tegen het vonnis beroep in cassatie bij de Hoge Raad.

## Beoordeling door de Hoge Raad
Omdat de Hoge Raad niet over de feiten oordeelt gaat hij er in zijn beoordeling van uit dat, zoals de economische politierechter heeft vastgesteld, de verdachte vennootschap de maximale van haar te vergen zorg heeft betracht ter voorkoming van een hoger dan wettelijk toelaatbaar gehalte aan aflatoxine B1 in de door haar verhandelde pinda's (r.o. 6.3).
Hieruit volgt, aldus de Hoge Raad, dat verdachte van het te hoge aflatoxinegehalte "redelijkerwijze geen verwijt kan worden gemaakt". De Hoge Raad vervolgt:
Mitsdien had de economische politierechter — in stede van de verdachte strafbaar te verklaren op grond van de overweging dat zij nooit een beroep kan doen op afwezigheid van alle schuld en haar derhalve ook bij inachtneming van maximale zorgvuldigheid te belasten met het risico van een te hoog aflatoxinegehalte — de verdachte moeten ontslaan van alle rechtsvervolging wegens afwezigheid van alle schuld.
De Hoge Raad vernietigt de bestreden uitspraak en ontslaat M.-producten R. BV van alle rechtsvervolging.

## Relevantie
Het arrest is een illustratie van een specifiek type van afwezigheid van alle schuld (avas). Naast verontschuldigbare feitelijke dwaling, rechtsdwaling en onmacht kan afwezigheid van alle schuld ook bestaan uit het betrachten van de maximaal te vergen zorg. Advocaat-generaal Fokkens noemde de overweging van de politierechter dat het wettelijk systeem het risico van een te hoog aflatoxinegehalte aan de verdachte zou toerekenen een aanvaarding van een risicoaansprakelijkheid in het strafrecht. De Hoge Raad ging in deze redenering van de politierechter niet mee.